# Réserve intégrale Middle Santiam
La réserve intégrale Middle Santiam (anglais : Middle Santiam Wilderness) est une aire sauvage de 30 km2 située dans l’Oregon au nord-ouest des États-Unis. Créée en 1984, elle s'étend dans la forêt nationale de forêt nationale de Willamette au sein de la chaîne des Cascades.

## Géographie
L'aire sauvage se compose de zones montagneuses. Elle accueille le lac Donaca, la rivière Middle Santiam et le Chimney Peak (1 513 m). La Menagerie Wilderness est localisée non loin au sud,.

## Milieu naturel
Une grande partie de la zone est recouverte d'une forêt primaire composée du Sapin de Douglas, du Thuya géant de Californie et de la Pruche de l'Ouest. Le saumon Chinook vient se reproduire dans les rivières de la région,.

### Référence
1. ↑  (en) « Wilderness Acreage Breakdown for The Middle Santiam Wilderness », sur Wilderness.net (consulté le 9 mars 2010)
2. ↑  (en) « Middle Santiam Wilderness: Applicable Wilderness Law(s) », sur Wilderness.net (consulté le 9 mars 2010)
3. 1 2  (en) Willamette National forest - Middle Santiam Wilderness
4. 1 2  (en) - Middle Santiam Wilderness